# Sheki-Dol
 (septembre 2024).
Sheki-Dol (シェキドル) est un groupe de J-pop du Hello! Project, actif de 2000 à 2002.

## Histoire
Le groupe est créé en août 2000, au départ sous la forme d'un duo formé de Ami Kitagami et Ibuki Oki ; il fait partie du Hello! Project, mais se produit séparément de ses autres artistes. Il sort un premier single en duo fin 2000, puis devient trio début 2001 à l'arrivée de Mami Suenaga. La chanson-titre de son troisième single, Zentaiteki ni Daisuki Desu, sert de thème de fin à la série anime Crayon Shin Chan de juin 2001 à septembre 2002. En aout 2001, Ibuki Oki quitte le groupe pour tenter sa chance en solo sous le nom EVEKI, et est remplacée par Saki Arai. Le groupe se sépare en janvier 2002, peu après la sortie d'un quatrième single, à la suite de la grossesse de Mami Suenaga. Saki Arai tente sa chance comme modèle, et Ami Kitagami comme "tarento", sans grand succès, de même que Ibuki Oki. Mami Suenaga fait son retour en 2007 sous le nom de scène Rin (凛) et sort un album.

## Membres
1re génération (2000-2001)
- Ami Kitagami (北上アミ?, née le 22 juillet 1980)
- Ibuki Oki (大木衣吹?, née le 2 mars 1982)

2e génération (2001)
- Ami Kitagami
- Ibuki Oki
- Mami Suenaga (末永真己?, née le 23 octobre 1980)

3e génération (2001-2002)
- Ami Kitagami
- Mami Suenaga
- Saki Arai (荒井紗紀?, née le 8 mars 1978)

## Singles
1. 1er novembre 2000 : Kokoro no Pheromone (心のフェロモン?)
2. 13 avril 2001 : Tetteiteki Unmei (徹底的運命?)
3. 27 juin 2001 : Zentaiteki ni Daisuki Desu (全体的に大好きです。?)
4. 5 décembre 2001 : Ai wa Muteki ~Hatachi no Yoru no Chikai~ (愛は無敵～二十歳の夜の誓い～?)

## Liens
- (ja) Discographie officielle de Sheki-Dol
- (ja) Site officiel de Rin (Mami Suenaga)
- (ja) Blog officiel de Saki Arai